# Mesechinus dauuricus
El erizo del Gobi (Mesechinus dauuricus) es una especie de mamífero erinaceomorfo de la familia Erinaceidae. Es un pequeño erizo solitario. El Libro Rojo de Rusia lo tiene como una especie protegida con un estatus incierto, generalmente considerada amenazada, aunque la IUCN lo cataloga como de riesgo mínimo.
Vive en la región del Transbaikal (Rusia) y el norte de Mongolia. Vive en madrigueras y habita en bosques y estepas. Los adultos miden 15-20 cm de largo y alcanzan hasta un 1 kg de peso (normalmente, unos 600 g). La mayoría de ejemplares viven hasta 6 años en estado salvaje. Como gran parte de los erizos de regiones templadas, el erizo del Gobi hiberna durante el invierno.